# Акварель (платформа)
Акварель — железнодорожная платформа Волгоградского региона Приволжской железной дороги, находится в Советском районе города Волгограда на улице Слесарной, рядом с СНТ «Электромаш». Открыта 1 июня 2018 года на действующем участке между платформами Обувная Фабрика и Горная Поляна. Названа по находящемуся рядом торговым комплексом «Акварель».
На станционных указателях значится как «Ст. ТРЦ Акварель», несмотря на то, что является платформой.
Перегон, на котором находится станция (Ельшанка — Бекетовская), открыт в 1896 году, электрифицирован постоянным током 3 кВ в 1959 году, но в 2003 году переведён на переменный ток напряжением 27 кВ вместе со всем Волгоградским железнодорожным узлом.
Платформа построена как совместный проект ТРЦ Акварель, РЖД и администрации области. Также посодействовало открытию платформы проведение масштабных работ в связи с чемпионатом мира по футболу.
Курсируют городские и пригородные электропоезда: на север до Тракторной-Пассажирской, Петрова Вала, аэропорта Гумрак и Волгограда-1, на юг — до Канальной, Шпалопропитки и Южной. Останавливаются все проходящие поезда.